# Orangebröstad trogon
Orangebröstad trogon (Harpactes oreskios) är en fågel i familjen trogoner inom ordningen trogonfåglar.

## Utseende och läte
Orangebröstad trogon är den enda trogonen i sitt utbredningsområde med orangegul undersida hos både hane och hona. Hanen har kanelbrun rygg och gulgrönt huvud, medan honan har mattare brun rygg och svagare gult på undersisdan. Lätet består av en tonlös serie med tre till fyra hoande toner.

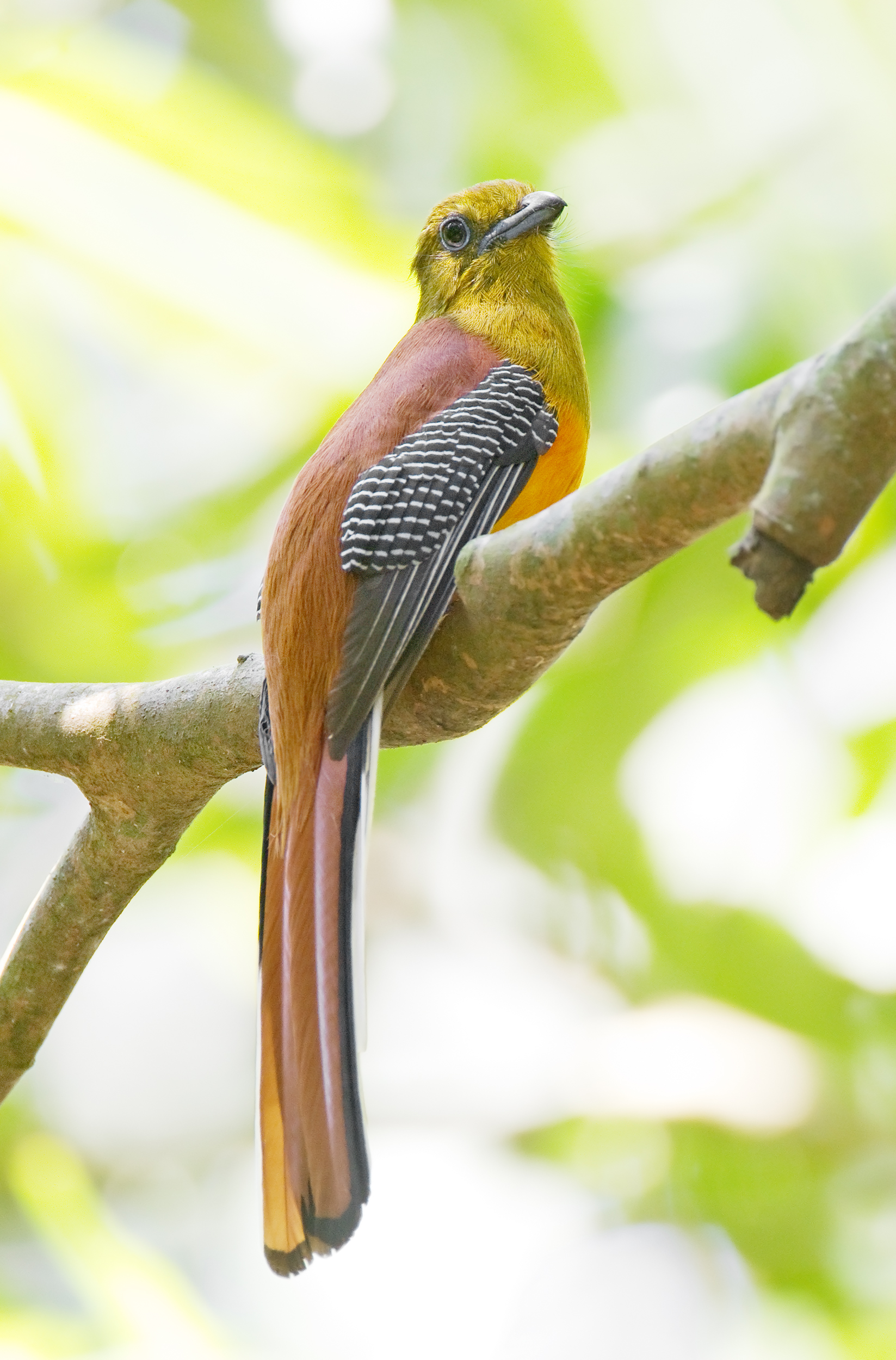

## Utbredning och systematik
Orangebröstad trogon delas in i fem underarter:
- Harpactes oreskios oreskios – förekommer på Java
- dulitensis-gruppen
  - Harpactes oreskios stellae – förekommer i lågland i sydvästra Kina (sydvästra Yunnan), södra Myanmar och Indokina
  - Harpactes oreskios uniformis – förekommer i södra Thailand, Malackahalvön och Sumatra
  - Harpactes oreskios dulitensis – förekommer i bergen på nordvästra Borneo
  - Harpactes oreskios nias – förekommer på Nias (utanför nordvästra Sumatra)

## Levnadssätt
Orangebröstad trogon bebor uppvuxen skog i låglänta områden och lägre bergstrakter, där den hittas i de mellersta och nedre skikten.

## Status och hot
Arten har ett stort utbredningsområde, men tros minska i antal, dock inte tillräckligt kraftigt för att den ska betraktas som hotad. Internationella naturvårdsunionen IUCN listar därför arten som livskraftig (LC).